# 文震孟
文震孟（1574年—1636年），字文起，號湛持，南直隸蘇州府長洲縣人，祖籍湖廣衡州府衡山縣，明末政治人物、書法家，狀元。

## 家世
書畫家文徵明曾孫，篆刻家文彭孫，文震孟生於萬曆二年（1574年），其風貌秀偉，劍眉插鬢，與弟文震亨二人，被鄰里譽為“雙林”。

## 生平
萬曆二十二年（1594年），文震孟弱冠之年即以《春秋》舉鄉試，此後十上春宮。天启二年（1622年），中式壬戌科第一名進士（狀元），授翰林院修撰。為官剛正不阿，直指皇帝諸事不理，猶如“傀儡登場”，忤逆魏忠賢，遭到廷杖，鐫級被逐。
崇祯帝即位，任日講官、少詹事，秉直言政，崇禎三年（1630年）文震孟進講《魯論》“君使臣以禮”一章，反復規諷，崇禎即降旨將入獄的刑部尚書喬允升、侍郎胡世賞釋放。又一次，文震孟進講《五子之歌》，崇禎帝翹起二郎腿，講至“爲人上者，奈何不敬”時，文震孟注視崇禎帝的腿，皇帝連忙把腿放下。
崇禎八年（1635年）六月，特擢禮部左侍郎兼東閣大學士，參預機務。與首輔溫體仁不和，責文震孟「徇私撓亂」，於十一月初七日奪官，崇禎九年（1636年）逝世。朱由崧在南京称帝，追谥文肃。

## 成就
文震孟書跡遍天下，一時碑版署額與文徵明相埒。文震孟酷愛《楚辭》，頗有自比屈原之意。

## 評價
陳盟雪《崇禎內閣行略》評價曰：「震孟夙負時望，標表人物，傅冠以《西江》附之，倪元璐主議論，政府銓曹籍為月旦，言路皆取決焉。」

## 延伸阅读
[在维基数据编辑]
 《明史卷二百五十一》，出自《明史》
 在维基共享资源阅览影像